# Barrio fino
Barrio fino é o terceiro álbum de estúdio do rapper porto-riquenho Daddy Yankee, lançado em 13 de julho de 2004 através da VI Music, subsidiária da Polydor Records. Comercialmente, converteu-se como a primeira obra do artista a fazer sua estreia na Billboard 200 —  principal tabela dos Estados Unidos —, alcançando a vigésima sexta colocação, além do topo da Latin Albums e Tropical Albums. Desde então, foi certificado como disco de platina através da Recording Industry Association of America (RIAA), com vendas estimadas em 1.083 milhões de cópias, sendo reconhecido como um dos álbuns de música latina mais vendidos no país.
Uma das faixas do disco, "Gasolina", se posicionou entre as dez mais comercializadas em mais de vinte países, incluindo a Alemanha e o Reino Unido. Nos Estados Unidos, chegou à trigésima segunda colocação da Billboard Hot 100. Em 2005, o tema foi indicado ao Grammy Latino de Gravação do Ano. Referido por popularizar o reggaeton na indústria musical, Barrio fino é reconhecido por estabilizar a carreira de Yankee como um dos artistas latino mais bem-sucedidos da década de 2000, além de ter sido nomeado como um dos melhores projetos lançados por diversas publicações, incluindo as revistas Rolling Stone e Billboard.

## Alinhamento de faixas
Créditos retirados do encarte do disco:
| N.º            | Título                                  | Compositor(es)           | Produtor(es)              | Duração |  |
| 1.             | "Intro"                                 | Ramón Ayala              | Ramsis                    | 1:19    |  |
| 2.             | "King Daddy"                            | Ayala                    | Luny Tunes                | 2:31    |  |
| 3.             | "Dale caliente"                         | Ayala                    | Monserrate & DJ Urba Fido | 3:15    |  |
| 4.             | "No me dejes solo" (com Wisin & Yandel) | Ayala Juan Morera Yandel | Monserrate & DJ Urba Fido | 2:50    |  |
| 5.             | "Gasolina"                              | Ayala                    | Luny Tunes                | 3:12    |  |
| 6.             | "Like You"                              | Ayala                    | Luny Tunes                | 3:22    |  |
| 7.             | "El muro"                               | Ayala                    | Monserrate & DJ Urba      | 2:59    |  |
| 8.             | "Lo que pasó, pasó"                     | Ayala Joan Ortiz         | Luny Tunes Eilel          | 3:30    |  |
| 9.             | "Tu príncipe" (com Zion & Lennox)       | Ayala Zion & Lennox      | Luny Tunes                | 3:25    |  |
| 10.            | "Cuéntame"                              | Ayala                    | Luny Tunes Eliel Naldo    | 2:35    |  |
| 11.            | "Santifica tus escapularios"            | Ayala                    | Luny Tunes                | 3:19    |  |
| 12.            | "Sabor a melao" (com Andy Montañez)     | Ayala Andy Montañez      | DJ Nelson                 | 3:43    |  |
| 13.            | "El empuje"                             | Ayala                    | Monserrate & DJ Urba      | 3:23    |  |
| 14.            | "¿Qué vas a hacer?"                     | Ayala                    | Fido                      | 3:19    |  |
| 15.            | "Salud y vida"                          | Ayala                    | Crooked Stilo             | 3:26    |  |
| 16.            | "Intermedio – Gavilán"                  | Ayala                    | Ramsis                    | 1:12    |  |
| 17.            | "Corazones"                             | Ayala                    | Echo Diesel               | 3:29    |  |
| 18.            | "Golpe de estado" (com Tommy Viera)     | Ayala Dino Olavarrias    | Luny Tunes Nely           | 3:06    |  |
| 19.            | "2 mujeres"                             | Ayala                    | Luny Tunes                | 3:09    |  |
| 20.            | "Saber su nombre"                       | Ayala                    | Edgardo Matta             | 3:38    |  |
| Duração total: | Duração total:                          | Duração total:           | Duração total:            | 66:24   |  |

## Desempenho comercial
| Tabela musical (2004-05)         | Melhor posição |
| -------------------------------- | -------------- |
| Áustria (Ö3 Austria)             | 51             |
| Espanha (PROMUSICAE)             | 26             |
| Estados Unidos (Billboard 200)   | 26             |
| Estados Unidos (Latin Albums)    | 1              |
| Estados Unidos (Tropical Albums) | 1              |
| França (SNEP)                    | 67             |
| Itália (FIMI)                    | 46             |
| México (AMPROFON)                | 18             |
| Portugal (AFP)                   | 26             |
| Suíça (Schweizer Hitparade)      | 28             |

| Tabela musical (2005)          | Melhor posição |
| ------------------------------ | -------------- |
| Estados Unidos (Billboard 200) | 82             |
| Estados Unidos (Latin Albums)  | 1              |
| México (AMPROFON)              | 48             |

| Tabela musical (2000-2009)       | Melhor posição |
| -------------------------------- | -------------- |
| Estados Unidos (Latin Albums)    | 1              |
| Estados Unidos (Tropical Albums) | 1              |

| País           | Provedor | Certificação |
| -------------- | -------- | ------------ |
| Argentina      | CAPIF    | Platina      |
| Estados Unidos | RIAA     | Platina      |
| México         | AMPROFON | Platina      |